# Raigarh
Raigarh là một thành phố và khu đô thị của quận Raigarh thuộc bang Chhattisgarh, Ấn Độ.

## Địa lý
Raigarh có vị trí 21°54′B 83°24′Đ / 21,9°B 83,4°Đ Nó có độ cao trung bình là 215 mét (705 feet).

## Nhân khẩu
Theo điều tra dân số năm 2001 của Ấn Độ, Raigarh có dân số 110.987 người. Phái nam chiếm 52% tổng số dân và phái nữ chiếm 48%. Raigarh có tỷ lệ 71% biết đọc biết viết, cao hơn tỷ lệ trung bình toàn quốc là 59,5%: tỷ lệ cho phái nam là 79%, và tỷ lệ cho phái nữ là 62%. Tại Raigarh, 13% dân số nhỏ hơn 6 tuổi.